# Jean-Pierre Burny
Jean-Pierre Burny (Mont-Saint-Guibert, 12 november 1944) is een Belgisch kajakker.

## Levensloop
In 1967 won Burny de FIBArk-race op de Arkansas te Colorado. Deze overwinning bleek de voorbode van een dominantie het wildwaterkajakken. Burny zou immers in de periode die volgde viermaal wereldkampioen worden (1969, 1973, 1975 en 1979) in deze discipline, daarnaast behaalde hij met het Belgisch team op het WK wildwater twee zilveren (1973 en 1975) en een bronzen (1971) medaille.
Daarnaast was hij ook actief in het vlakwater-concours. Zo behaalde hij tijdens zijn carrière een bronzen medaille in het onderdeel 'K1 500 meter' op de wereldkampioenschappen van 1970 en een zilveren medaille (samen met Paul Hoekstra) op het WK van 1971 in het onderdeel 'K2 500 meter'. Ook vertegenwoordigde hij België driemaal op de Olympische Spelen, met name in 1968, 1972 en 1976. In 1968 te Mexico-Stad behaalde hij er met Herman Naegels een 7e plaats in de K2 1000 meter en in 1970 te München een vierde op de K1 1000 meter. In 1976 te Montreal vormde hij er een duo met Hoekstra. In de K2 1000 meter werden ze er zesde en op K2 500 meter finishten ze in de finale op de 9e plek.
Ten slotte werd Burny daarnaast verscheidene malen Belgisch kampioen op zowel wild- als vlakwater. Hij was aangesloten bij Royal Cercle Nautique Meuse et Lesse (RCNML) te Anseremme en de Koninklijke Cano Club Gent. In 1975 ontving hij de Nationale trofee voor sportverdienste.
Hij was nationaal trainer van het Belgische wildwaterteam. Hij werd begin 2008 opgevolgd door Marc Richard. Burny was tijdens zijn actieve carrière werkzaam als technisch directeur van het ADEPS in Chiny. Als gepensioneerde bleef hij actief als nationaal trainer van het Luxemburgse afdalingsteam wildwater.
1928 Louis Crooy en Victor Groenen · 1929 Georges Ronsse · 1930 Hyacinthe Roosen · 1931 René Milhoux en Jules Tacheny · 1933 Jef Scherens · 1934 Union Sint-Gillis · 1935 Arnold de Looz-Corswarem · 1936 Ernest Demuyter · 1937 Joseph Mostert · 1938 Hubert Carton de Wiart · 1939 Henry de Menten de Horne · 1940 Fernande Caroen · 1941 Jan Guilini · 1942 Pol Braekman · 1943 Albert de Ligne · 1944 niet toegekend · 1945 vliegend personeel van de Belgische sectie van de Royal Air Force · 1946 Gaston Reiff · 1947 Micheline Lannoy en Pierre Baugniet · 1948 Etienne Gailly · 1949 Feru Moulin · 1950 Briek Schotte · 1951 Johny Claes en Jacques Ickx · 1952 André Noyelle · 1953 bemanning van het jacht Omoo (zeilsport) · 1954 Adolf Verschueren · 1955 Roger Moens · 1956 Gilberte Thirion · 1957 Jacky Brichant en Philippe Washer · 1958 René Baeten · 1959 Belgische hockeyploeg bij de mannen · 1960 Flory Van Donck · 1961 Rik Van Looy · 1962 Gaston Roelants · 1963 Aureel Vandendriessche · 1964 Joël Robert · 1965 Eerste Jachtwing van de Belgische Luchtmacht · 1966 Raymond Ceulemans · 1967 Ferdinand Bracke en Eddy Merckx · 1968 Jacky Ickx · 1969 Serge Reding · 1970 Freddy Herbrand · 1971 Miel Puttemans · 1972 Karel Lismont · 1973 Roger De Coster · 1974 Paul Van Himst · 1975 Jean-Pierre Burny · 1976 Ivo Van Damme · 1977 Gaston Rahier · 1978 RSC Anderlecht · 1979 Robert Van de Walle · 1980 Belgische voetbalploeg bij de mannen · 1981 Annie Lambrechts · 1982 Ingrid Berghmans · 1983 Eddy Annys · 1984 André Malherbe · 1985 niet toegekend · 1986 William Van Dijck · 1987 Ingrid Lempereur · 1988 Eric Geboers · 1989 Michel Preud'homme · 1990 Jan Ceulemans · 1991 Jean-Michel Saive · 1992 Annelies Bredael · 1993 Vincent Rousseau · 1994 Brigitte Becue · 1995 Frédérik Deburghgraeve · 1996 Johan Museeuw · 1997 Luc Van Lierde · 1998 Ulla Werbrouck · 1999 Gella Vandecaveye · 2000 Joël Smets · 2001 Kim Clijsters en Justine Henin · 2002 Marc Wilmots · 2003 Stefan Everts · 2004 Axel Merckx · 2005 Tom Boonen · 2006 Kim Gevaert en Tia Hellebaut · 2007 4x100m-estafetteploeg voor vrouwen · 2008 niet toegekend · 2009 Philippe Gilbert · 2010 Philippe Le Jeune · 2011 Kevin Borlée · 2012 Evi Van Acker · 2013 Frederik Van Lierde · 2014 Daniel Van Buyten · 2015 4x400m-estafetteploeg voor mannen · 2016 Nafissatou Thiam · 2017 David Goffin · 2018 Nina Derwael · 2019 Belgische hockeyploeg bij de mannen · 2020 Wout van Aert · 2021 Bashir Abdi · 2022 Remco Evenepoel · 2023 Bart Swings · 2024 Lotte Kopecky